# 竞技场圣尼各老堂
37°30′15″N 15°04′49″E / 37.504172°N 15.080409°E
竞技场圣尼各老堂（Chiesa di San Nicolo l'Arena）是一座罗马天主教教堂，位于意大利西西里卡塔尼亚，是西西里最大的天主教崇拜建筑之一，实测长105米，过道宽48米，耳堂宽71米，圆顶高66米，其历史可追溯到1669年埃特纳火山喷发后，取代旧的文艺复兴建筑。

## 词源
本笃会在卡塔尼亚所建的第一座教堂称为竞技场圣尼各老堂，得名于修士供奉的圣尼各老以及所在的红沙地。修士们在尼科洛西建立第一所修道院，后来发展为伟大的圣尼各老本笃会修道院。红沙是熔岩喷发后在高温下的产物，它的特点使之成为优秀的建筑元素，在埃特纳建筑中使用直到二十世纪。